# Святой Лаврентий (картина Сурбарана)
«Святой Лаврентий» — картина испанского художника Франсиско де Сурбарана из собрания Государственного Эрмитажа.
На картине изображён архидиакон римской христианской общины, казнённый во времена императора Валериана. Он изображён на фоне пейзажа с деревьями и руинами крепости, с непокрытой головой, облачённым в далматику и с епископским посохом в руках; на далматике изображён апостол Павел со своими атрибутами — книгой и мечом. Справа от святого Лаврентия расположена металлическая решётка, к которой, согласно преданию, он был привязан и подвергся пыткам на огне, от которых скончался. Снизу на решетке подпись художника и дата: F. de Zurbaran facie… 1636.
Как следует из авторской подписи, картина написана в 1636 году. Одновременно с ней Сурбаран написал парную картину «Св. Антоний Аббат»; обе картины были исполнены по заказу севильского монастыря Ла Мерсед Дескальсас ордена мерседариев и предназначались для монастырской церкви Сан-Хосе. Там они находились до 1810 года.
После начала французского вторжения в Испанию властями была предпринята попытка эвакуировать и спрятать наиболее значительные произведения искусства и церковные ценности, для чего все предназначенные для сохранения вещи свозились в севильский Алькасар, в том числе и эти картины Сурбарана. Далее их эвакуировать и спрятать не успели и картины были захвачены войсками маршала Сульта, который их вывез во Францию.
В личной коллекции Сульта картины находились вплоть до его смерти. Через год после смерти Сульта, в 1852 году, его собрание было выставлено на торги и «Святого Лаврентия» для Эрмитажа за 3000 франков купил Ф. А. Бруни, специально приезжавший во Францию на эту распродажу. В. Ф. Левинсон-Лессинг отмечает что приобретение Бруни этой картины является «крупной заслугой». «Святой Антоний Аббат» ушёл в собрание баронов Клари и далее, сменив нескольких владельцев, с 1997 года эта картина находится в собрании культурного фонда Вильяр Мир в Мадриде.
Оригинальный холст картины был сшит из трёх вертикально ориентированных кусков: один шов проходит по центру картины непосредственно по фигуре св. Лаврентия, второй шов в 25 см от левого края картины. Изначально сама картина имела полукруглое навершие, однако впоследствии углы были надставлены и она приобрела прямоугольную форму. На картине имелся старый прорыв холста длиной около 60 см, тянущийся от нижнего края белой одежды св. Лаврентия к решётке, этот прорыв был заделан при одной из ранних реставраций в XIX веке. Также при ранней реставрации под картину был подведён дублировочный холст, сшитый из двух кусков, причём шов его полностью совпадает с центральным швом оригинального холста. В 1941 году картина была эвакуирована в Свердловск, причем при отправке были срезаны кромки дублировочного холста.
В 1976—1978 годах картина прошла капитальную реставрацию. Был заменён подрамник и сургучная печать маршала Сульта, находившаяся на нём, была перенесена на новый. Были сняты слои старого пожелтевшего лака и расчищены старые реставрационные записи, в результате чего были выявлены многие ранее скрытые детали картины.
Картина выставляется в здании Нового Эрмитажа в зале 239 (Испанский просвет).
Г. Ф. Вааген при осмотре эрмитажных коллекций в 1864 году обратил внимание, что лицо св. Франциска портретно. Он же счёл эту картину весьма «обаятельной и мастерски исполненной». И. М. Левина нашла сходство облика св. Лаврентия с портретом монаха-мерседария из собрания Крусат де Румеу (ныне Румеу де Армас) в Мадриде.
Хранитель испанской живописи в собрании Эрмитажа Л. Л. Каганэ следующим образом описывает картину:

Сурбаран изображает святого с орудием пытки. Художник передаёт в его облике мужество, решимость вытерпеть все муки. Только обращённый к небу взгляд и сдержанный жест руки заставляют ощутить взволнованность и страдание мученика. <…> Огромная неподвижная фигура св. Лаврентия напоминает монумент. Это одна из картин, где особенно остро ощущается связь творчества Сурбарана с искусством пластики. Великолепно написанное облачение с широко ложащимися складками, вещественной передачей фактуры тканей и звучностью цвета напоминает роспись деревянной скульптуры.

- «Св. Антоний Аббат»
- «Портрет мерседария»
- Картина в Испанском просвете Нового Эрмитажа